# 正村俊之
正村 俊之（まさむら としゆき、1953年 - ）は、日本の社会学者。大妻女子大学社会情報学部教授。専門は、社会学、コミュニケーション論、メディア論。

## 略歴
1953年、東京都生まれ。1977年、横浜国立大学経済学部経済学科卒業。1983年、東京大学大学院社会学研究科単位取得退学後、関西学院大学社会学部専任講師、同助教授を経て、1995年、東北大学文学部教授に就任。2000年東北大学大学院文学研究科教授。2014年現職。

## 研究
現代社会や日本社会に関わる社会的・文化的な現象を社会的コミュニケーション論や社会情報学の視点から研究している。
正村の社会学理論の特徴は、主にニクラス・ルーマンの社会システム論を土台にしながらも、社会的コミュニケーションが有する結合／分離の力学に焦点を据えて、情報論的、メディア論的に展開される点にある。その論は、「秘密」をキーとした日本人のコミュニケーション論といった経験論的なものから、写像概念をベースとした情報・記号・意味の連関を問い直す原理論、さらには、グローバル化にもたらす時空的秩序の再編を射程に収める現代社会論と多岐にわたる。

## 著書

### 単著
- 『秘密と恥―日本社会のコミュニケーション構造』（勁草書房, 1995年） 
  - 中国語版：『秘密和耻辱』（周維宏訳, 商務印書館, 2004年）
- 『情報空間論』（勁草書房, 2000年）
- 『コミュニケーション・メディア―分離と結合の力学』（世界思想社, 2001年）
- 『グローバル社会と情報的世界観―現代社会の構造変容』（東京大学出版会, 2008年）
- 『グローバリゼーション―現代はいかなる時代なのか』（有斐閣, 2009年）
- 『変貌する資本主義と現代社会―貨幣・神・情報』（有斐閣, 2014年）
- 『主権の二千年史』（講談社, 2018年）

### 共著
- （荻野昌弘・正村俊之・三上剛史・中島道男・小林久高）『社会学の世界』（八千代出版, 1995年）
- （友枝敏雄・竹沢尚一郎・坂本佳鶴恵）『社会学のエッセンス―世の中のしくみを見ぬく』（有斐閣, 1996年; 新版, 2007年; 新版補訂版, 2017年）

### 編著
- 『情報化と文化変容』（ミネルヴァ書房, 2003年）
- 『生と死への問い』（東北大学出版会, 2011年）
- 『コミュニケーション理論の再構築―身体・メディア・情報空間』（勁草書房, 2012年）
- 『ガバナンスとリスクの社会理論―機能分化論の視座から』（勁草書房, 2017年）

### 共編著
- （伊藤守・小林宏一）『電子メディア文化の深層』（早稲田大学出版部, 2003年）
- （伊藤守・西垣通）『グローバル社会の情報論』（早稲田大学出版部, 2004年）
- （伊藤守・西垣通）『パラダイムとしての社会情報学』（早稲田大学出版部, 2003年）
- （伊藤守・ 林利隆）『情報秩序の構築』（早稲田大学出版部, 2004年）
- （田中重好・舩橋晴俊）『東日本大震災と社会学―大災害を生み出した社会』（ミネルヴァ書房, 2013年）

### 訳書
- ニクラス・ルーマン著『信頼―社会的な複雑性の縮減メカニズム』（勁草書房, 1990年）